# André Hahn
André Hahn (Otterndorf, 13 agosto 1990) è un calciatore tedesco, attaccante dell'Urberach.

## Caratteristiche tecniche
Ala destra, può giocare come esterno di centrocampo su entrambe le fasce.
Ambidestro, è un giocatore di propensione offensiva, ed è spesso schierato dal tecnico Markus Weinzierl come esterno destro nel 4-2-3-1. Dotato di un'ottima resistenza, ordinato tatticamente, cerca di aiutare la squadra anche in difesa.

## Statistiche

### Presenze e reti nei club
Statistiche aggiornate al 2 settembre 2018.
| Stagione                   | Squadra                    | Campionato                 | Campionato | Campionato | Coppe nazionali | Coppe nazionali | Coppe nazionali | Coppe continentali | Coppe continentali | Coppe continentali | Altre coppe | Altre coppe | Altre coppe | Totale | Totale |
| Stagione                   | Squadra                    | Comp                       | Pres       | Reti       | Comp            | Pres            | Reti            | Comp               | Pres               | Reti               | Comp        | Pres        | Reti        | Pres   | Reti   |
| -------------------------- | -------------------------- | -------------------------- | ---------- | ---------- | --------------- | --------------- | --------------- | ------------------ | ------------------ | ------------------ | ----------- | ----------- | ----------- | ------ | ------ |
| 2010-gen. 2011             | Oberneuland                | RL                         | 15         | 8          | CG              | 1               | 0               | -                  | -                  | -                  | -           | -           | -           | 16     | 8      |
| gen.-giu. 2011             | Coblenza                   | 3L                         | 16         | 2          | CG              | 0               | 0               | -                  | -                  | -                  | -           | -           | -           | 16     | 2      |
| 2011-2012                  | Kickers Offenbach          | 3L                         | 31         | 3          | CG              | 0               | 0               | -                  | -                  | -                  | -           | -           | -           | 31     | 3      |
| 2012-gen. 2013             | Kickers Offenbach          | 3L                         | 11         | 2          | CG              | 2               | 0               | -                  | -                  | -                  | -           | -           | -           | 13     | 2      |
| Totale Kickers Offenbach   | Totale Kickers Offenbach   | Totale Kickers Offenbach   | 42         | 5          |                 | 2               | 0               |                    | -                  | -                  |             | -           | -           | 44     | 5      |
| gen.-giu. 2013             | Augusta                    | BL                         | 16         | 0          | CG              | 0               | 0               | -                  | -                  | -                  | -           | -           | -           | 16     | 0      |
| 2013-2014                  | Augusta                    | BL                         | 32         | 12         | CG              | 3               | 0               | -                  | -                  | -                  | -           | -           | -           | 35     | 12     |
| 2014-2015                  | Borussia M'gladbach        | BL                         | 23         | 3          | CG              | 4               | 1               | UEL                | 5                  | 2                  | -           | -           | -           | 32     | 6      |
| 2015-2016                  | Borussia M'gladbach        | BL                         | 15         | 8          | CG              | 0               | 0               | UCL                | 3                  | 0                  | -           | -           | -           | 18     | 8      |
| 2016-2017                  | Borussia M'gladbach        | BL                         | 30         | 3          | CG              | 5               | 0               | UCL+UEL            | 7+3                | 2+0                | -           | -           | -           | 45     | 5      |
| Totale Borussia M'gladbach | Totale Borussia M'gladbach | Totale Borussia M'gladbach | 68         | 14         |                 | 9               | 1               |                    | 18                 | 4                  |             | -           | -           | 95     | 19     |
| 2017-2018                  | Amburgo                    | BL                         | 23         | 3          | CG              | 1               | 0               | -                  | -                  | -                  | -           | -           | -           | 24     | 3      |
| 2018-2019                  | Augusta                    | BL                         | 28         | 4          | CG              | 4               | 1               | -                  | -                  | -                  | -           | -           | -           | 32     | 5      |
| 2019-2020                  | Augusta                    | BL                         | 15         | 1          | CG              | 1               | 1               | -                  | -                  | -                  | -           | -           | -           | 16     | 2      |
| 2020-2021                  | Augusta                    | BL                         | 29         | 8          | CG              | 1               | 1               | -                  | -                  | -                  | -           | -           | -           | 30     | 9      |
| 2021-2022                  | Augusta                    | BL                         | 32         | 5          | CG              | 2               | 1               | -                  | -                  | -                  | -           | -           | -           | 34     | 6      |
| 2022-2023                  | Augusta                    | BL                         | 7          | 2          | CG              | 1               | 0               | -                  | -                  | -                  | -           | -           | -           | 8      | 2      |
| Totale Augusta             | Totale Augusta             | Totale Augusta             | 159        | 32         |                 | 12              | 4               |                    | -                  | -                  |             | -           | -           | 171    | 36     |
| Totale carriera            | Totale carriera            | Totale carriera            | 323        | 64         |                 | 25              | 5               |                    | 18                 | 4                  |             | -           | -           | 366    | 73     |